# Ahmet Çalık
Ahmet Yılmaz Çalık (Ankara, 26 februari 1994 – Gölbaşı, 11 januari 2022) was een Turks voetballer die doorgaans speelde als centrale verdediger. Tussen 2011 en 2022 was hij actief voor Gençlerbirliği, Galatasaray en Konyaspor. Çalık maakte in 2015 zijn debuut in het Turks voetbalelftal en kwam uiteindelijk tot acht interlandoptredens.
Çalık kwam op 11 januari 2022 om het leven bij een verkeersongeval. Hij werd 27 jaar oud.

## Clubcarrière
Çalık kwam uit de jeugdopleiding van Gençlerbirliği. Hij debuteerde in de Turkse Süper Lig tijdens het seizoen 2012/13. Zijn eerste optreden was op 21 april 2013, toen Gençlerbirliği met 2–0 wist te winnen van Fenerbahçe door doelpunten van Aykut Demir en Björn Vleminckx. Çalık mocht van coach Fuat Çapa in de basis starten en hij speelde de volledige negentig minuten uit. In de resterende vier wedstrijden hierna kwam hij ook in actie, telkens de volledige wedstrijd. Çalık behield na de zomer van 2013 zijn basisplaats en gedurende drieënhalf jaar bleef hij een vaste spil in de defensie van Gençlerbirliği. Voor zijn eerste treffer tekende de verdediger op 19 oktober 2013. Op die dag zette hij zijn ploeg tegen Kasımpaşa in de zevende minuut op voorsprong. Na een kwartier spelen trok Tabaré Viudez de stand gelijk en nog voor rust zorgden Ezequiel Scarione en Ryan Babel voor een 1–3 voorsprong voor Kasımpaşa. Dit was uiteindelijk ook de eindstand. In januari 2017 verkaste Çalık naar Galatasaray, waar hij zijn handtekening zette onder een verbintenis voor de duur van vierenhalf jaar. Met de transfer was circa tweeënhalf miljoen euro gemoeid. Na drieënhalf jaar werd de vleugelverdediger transfervrij overgenomen door Konyaspor. Eind november 2021 werd zijn contract met 3 jaar verlengd, nadat hij zich van vaste waarde bewees bij het team.

### Dood
Op 11 januari 2022 werd bekendgemaakt dat Çalık onderweg naar Ankara was verongelukt. Hij moest daar papieren ophalen om te kunnen trouwen met zijn verloofde. Vanuit de hele voetbalwereld volgden condoleances. De competitiewedstrijd tegen Istanbul Başakşehir, die gespeeld zou worden op 15 januari werd afgelast om pas op 22 februari ingehaald te worden. In de Turkse competitie werden na zijn dood de wedstrijden op de 6e minuut stilgelegd om de voetballer te herdenken, omdat hij het rugnummer 6 droeg bij Konyaspor. Daarnaast besloot de Turkse voetbalbond het seizoen 2021/2022 te vernoemen naar de speler.
Konyaspor maakte bekend het volledige salaris van Çalık zou worden uitbetaald tot het einde van zijn lopende contract en zijn rugnummer 6 zou nooit meer gebruikt worden bij de club.

## Clubstatistieken
| Seizoen | Club           | Competitie | Competitie | Competitie | Beker | Beker | Internationaal | Internationaal | Totaal | Totaal |
| Seizoen | Club           | Competitie | Wed.       | Dlp.       | Wed.  | Dlp.  | Wed.           | Dlp.           | Wed.   | Dlp.   |
| ------- | -------------- | ---------- | ---------- | ---------- | ----- | ----- | -------------- | -------------- | ------ | ------ |
| 2012/13 | Gençlerbirliği | Süper Lig  | 5          | 0          | 3     | 0     | —              | —              | 8      | 0      |
| 2013/14 | Gençlerbirliği | Süper Lig  | 29         | 2          | 1     | 0     | —              | —              | 30     | 2      |
| 2014/15 | Gençlerbirliği | Süper Lig  | 29         | 0          | 6     | 0     | —              | —              | 35     | 0      |
| 2015/16 | Gençlerbirliği | Süper Lig  | 30         | 2          | 1     | 0     | —              | —              | 31     | 2      |
| 2016/17 | Gençlerbirliği | Süper Lig  | 16         | 0          | 2     | 0     | —              | —              | 18     | 0      |
| 2016/17 | Galatasaray    | Süper Lig  | 14         | 1          | 3     | 0     | —              | —              | 17     | 1      |
| 2017/18 | Galatasaray    | Süper Lig  | 4          | 0          | 5     | 1     | 2              | 1              | 11     | 2      |
| 2018/19 | Galatasaray    | Süper Lig  | 7          | 0          | 6     | 0     | 0              | 0              | 13     | 0      |
| 2019/20 | Galatasaray    | Süper Lig  | 11         | 0          | 4     | 0     | 0              | 0              | 15     | 0      |
| 2020/21 | Konyaspor      | Süper Lig  | 29         | 1          | 4     | 0     | —              | —              | 33     | 1      |
| 2021/22 | Konyaspor      | Süper Lig  | 18         | 0          | 0     | 0     | —              | —              | 18     | 0      |
| Totaal  | Totaal         | Totaal     | 192        | 6          | 35    | 1     | 2              | 1              | 229    | 8      |

## Interlandcarrière
Çalık kwam uit voor verschillende Turkse nationale jeugdelftallen. Met Turkije –19 nam hij deel aan het EK –19 in Litouwen. Met Turkije –20 was hij actief op het WK –20, dat werd gespeeld in Turkije zelf. In 2013 debuteerde hij in Turkije –21. Op 17 november 2015 maakte hij in een oefeninterland tegen Griekenland (0–0 gelijkspel) zijn debuut in het Turks voetbalelftal. Van bondscoach Fatih Terim mocht de verdediger in de basis beginnen en hij speelde het gehele duel mee. De andere debutant dit duel was Okay Yokuşlu (Trabzonspor). Met Turkije nam Çalık in juni 2016 deel aan het Europees kampioenschap in Frankrijk. Na nederlagen tegen Spanje (0–3) en Kroatië (0–1) en een overwinning op Tsjechië (2–0) was Turkije uitgeschakeld in de groepsfase. In alle drie de wedstrijden kwam Çalık niet in actie. Çalık maakte zijn eerste doelpunt in de nationale ploeg tijdens zijn achtste optreden, een vriendschappelijke wedstrijd tegen Moldavië. Na een doelpunt van Emre Mor verdubbelde hij halverwege de eerste helft de Turkse voorsprong. Cengiz Ünder breidde deze nog verder uit in de tweede helft, waarna het door een treffer van Radu Gînsari uiteindelijk 3–1 werd.
| Interlands van Ahmet Çalık voor Turkije | Interlands van Ahmet Çalık voor Turkije | Interlands van Ahmet Çalık voor Turkije | Interlands van Ahmet Çalık voor Turkije | Interlands van Ahmet Çalık voor Turkije | Interlands van Ahmet Çalık voor Turkije | Interlands van Ahmet Çalık voor Turkije |
| №                                       | Datum                                   | Wedstrijd                               | Uitslag                                 | Competitie                              | Goals                                   |                                         |
| Als speler bij Gençlerbirliği           | Als speler bij Gençlerbirliği           | Als speler bij Gençlerbirliği           | Als speler bij Gençlerbirliği           | Als speler bij Gençlerbirliği           | Als speler bij Gençlerbirliği           | Als speler bij Gençlerbirliği           |
| --------------------------------------- | --------------------------------------- | --------------------------------------- | --------------------------------------- | --------------------------------------- | --------------------------------------- | --------------------------------------- |
| 1                                       | 17 november 2015                        | Turkije – Griekenland                   | 0 – 0                                   | Vriendschappelijk                       |                                         |                                         |
| 2                                       | 24 maart 2016                           | Turkije – Zweden                        | 2 – 1                                   | Vriendschappelijk                       |                                         |                                         |
| 3                                       | 29 maart 2016                           | Oostenrijk – Turkije                    | 1 – 2                                   | Vriendschappelijk                       |                                         |                                         |
| 4                                       | 29 mei 2016                             | Turkije – Montenegro                    | 1 – 0                                   | Vriendschappelijk                       |                                         |                                         |
| 5                                       | 31 augustus 2016                        | Turkije – Rusland                       | 0 – 0                                   | Vriendschappelijk                       |                                         |                                         |
| 6                                       | 5 september 2016                        | Kroatië – Turkije                       | 1 – 1                                   | WK 2018 kwalificatie                    |                                         |                                         |
| 7                                       | 12 november 2016                        | Turkije – Kosovo                        | 2 – 0                                   | WK 2018 kwalificatie                    |                                         |                                         |
| Als speler bij Galatasaray              |                                         |                                         |                                         |                                         |                                         |                                         |
| 8                                       | 27 maart 2017                           | Turkije – Moldavië                      | 3 – 1                                   | Vriendschappelijk                       | 24'                                     |                                         |